# Аренара (Авелино)
Аренара је насеље у Италији у округу Авелино, региону Кампанија.
Према процени из 2011. у насељу је живело 203 становника. Насеље се налази на надморској висини од 578 м.